# 전자울림악기
전자울림악기 또는 전명악기(電鳴樂器)는 엄밀하게 말하면 발음의 근원이 되는 진동 자체를 전기적인 처리로 만들어내는 것이다. 이 악기의 분류는 1914년 독일 사람이며 음악학자인 에리히 폰 호른보르텔(E. M. von Hornbostel)과 쿠르트 작스(C. Sachs)가 발표한 악기의 분류법에 최근의 경향을 반영하여 추가되었다. 전명악기는 역사도 짧다. 진동 자체를 전기적(電氣的)으로 만들어내는 것이 아니라, 전기 기타나 비브라폰과 같이 현이나 금속판에 의하여 발생하는 진동을 다시 전기적으로 처리하여 증폭하는 것은 본래의 전명악기에는 들지 않으며 반전기악기라고 한다.

## 같이 보기
- 전자 악기
- 전기 악기